# Барциц, Ражден Михайлович
Ражден Михайлович Барциц (15 декабря 1918, Гагра, Юг России — 7 июля 2002, Гагра, Автономная Республика Абхазия) — старшина тендера № 15 дивизиона тендеров Азовской военной флотилии, краснофлотец. Герой Советского Союза (1944).

## Биография
Барциц, абхазец по национальности, родился 15 декабря 1921 года в городе Гагра в Абхазской АССР (ныне Республика Абхазия) в крестьянской семье.
После окончания средней школы устроился рыбаком в Гагрский рыболовецкий колхоз, работал также водолазом-спасателем.
В 1939 году начал службу на Военно-Морском Флоте.
В апреле 1942 года Барциц был направлен в действующую армию. К декабрю 1943 года он был уже старшиной тендера № 15 дивизиона тендеров Азовской военной флотилии. В декабре 1943 года он проявил себя при форсировании Керченского пролива и в боях по удержанию плацдарма на Керченском полуострове. Находясь в составе отряда высадочных средств, Барцис с мотористом, несмотря на огонь противника, починил повреждённый тендер. Когда стемнело, забрал с берега раненых и перевёз их на свою базу. 16 мая 1944 года Барцицу было присвоено звание Героя Советского Союза.
В 1946 году в звании старшины 1 степени Барциц был демобилизован. Вернувшись в Гагру, многие годы работал начальником водоспасательной станции, затем был водителем в Гагрской автотранспортной конторе и занимал должность директора кемпинга.
Похоронен на кладбище города Гагры у Пицундского поворота.

## Награды
- Герой Советского Союза[5]
- орден Ленина[5]
- два ордена Отечественной войны 1 степени[5]
- медали